# Spårvagnsolyckan i Zagreb 1954
Spårvagnsolyckan i Zagreb 1954 (kroatiska: Tramvajska nesreća u Zagrebu 1954.) inträffade klockan 8:30 den 31 oktober 1954 när en spårvagn spårade ut i Zagreb i dåvarande Jugoslavien (nuvarande Kroatien). 19 personer dödades och 37 skadades i olyckan som är den värsta i Zagrebs spårvägs historia och en av de värsta spårvagnsolyckorna i världen. Urspårningen orsakades av för hög hastighet på grund av spårvagnens havererade bromssystem.

## Beskrivning
Spårvagnsolyckan inträffade tidigt på söndagsmorgonen vid Mirogojkyrkogården då spårvagnslinje 13 med drygt 60 passagerare och med för hög hastighet spårade ur i nedförsbacke. Lutningen vid olycksplatsen är cirka 9 %. Spårvagnen utgick från stationen i Mirogoj och redan i den första kurvan märkte spårvagnsföraren att spårvagnens bromsmekanism inte fungerade som den skulle. När han manuellt med handbromsen försökte få stop på spårvagnen hade den uppnått sådan hastighet att en katastrof var oundviklig. Vid korsningen Gupčeva zvijezda spårade vagnen ur sitt spår. 19 personer dödades och 37 skadades. Flera av passagerarna hade varit vid kyrkogården för att tända ljus och ställa i ordning gravarna inför Alla helgons dag.

## Orsaker och följder
Den efterföljande utredningen visade att spårvagnen innan olyckan hade varit med om en mindre kollision. Då inga större skador hade uppstått beslutade spårvagnsföraren att fortsätta på rutten mot Mirogoj. Utredningen visade vidare att hastigheten vid olyckstillfället var 80 km/t vilket var fem gånger det tillåtna. Efter utredningen beslutade rätten att tilldöma spårvagnsföraren ansvaret för olyckan då han på ett oaktsamt sätt framfört spårvagnen och för att han inte i tid dragit i handbromsen vilket hade kunnat förhindra olyckan.
Först år 1964, tio år efter olyckan, återupptogs spårvagnstrafiken på linjen Gupčeva zvijezda–Mirogoj. De nya spårvagnarna som då trafikerade rutten utrustades med speciell utrustning för att förhindra liknande olyckor och nya föreskrifter skulle framdeles reglera deras hastighet. Den 15 maj 1967 ersattes spårvagnsrutten med en busslinje och i början av 1970-talet monterades spåret mellan Gupčeva zvijezda och Mirogoj ner.

### Fotnoter
1. 1 2 3 4 5 6  Svijetsigurnosti.com Arkiverad 14 april 2015 hämtat från the Wayback Machine. (kroatiska)
2. 1 2 3 4 5 6 7 8 9 10  Monitor.hr Arkiverad 12 april 2015 hämtat från the Wayback Machine. (kroatiska)